# 西山村 (新潟県三島郡)
西山村（にしやまむら）は、かつて新潟県三島郡にあった村。

## 沿革
- 1889年（明治22年）4月1日 - 町村制施行に伴い三島郡戸崎村、年友村、引岡村、吉村、大地村、円上寺村が合併し、西山村が発足。
- 1901年（明治34年）11月1日 - 三島郡寺泊町、北西越村、潟村、野積村と合併し、寺泊町を新設して消滅。